# Kanojo, Okarishimasu
Erro Lua em Módulo:Unicode_data na linha 297: attempt to index local 'data_module' (a boolean value). também conhecido no ocidente como Rent-A-Girlfriend é um mangá escrito e ilustrado por Reiji Miyajima,  publicado pela editora Kodansha e serializado na Weekly Shōnen Magazine desde 12 de julho de 2017.
Uma adaptação de série de anime para televisão pela TMS Entertainment estreou em julho de 2020 no bloco Super Animeism do canal MBS.

## Sinopse

### Enredo
Kazuya Kinoshita levou um fora de sua namorada Mami Nanami, depois de namorarem por um mês. Ele então decide usar um aplicativo para alugar uma namorada, seu primeiro relacionamento foi com uma garota, muito atraente, chamada Chizuru Mizuhara. Durante um encontro, Kazuya recebeu uma ligação de que sua avó, Nagomi Kinoshita, desmaiou no hospital, e Kazuya traz consigo sua namorada de aluguel para vê-la. Embora não seja nada sério, sua avó ficou em êxtase porque Kazuya finalmente encontrou uma namorada, o que sempre foi seu desejo. Pelo bem da avó de Kazuya, Mizuhara se propõe a ajuda-lo, mas ele continua alugando Chizuru, repetidamente para manter as aparências com sua família e amigos. Além de Chizuru, algumas outras meninas tentam disputar a atenção de Kazuya, Ruka Sarashima, namorada de aluguel do colega de Kazuya, Shun Kuribayashi, depois de Ruka conhecer Kazuya, esta a leva a terminar seu vínculo com Kuri pelo fato de fazê-la a subir sua frequência cardíaca até 90 bpm e querer ganhá-lo de Chizuru e Sumi Sakurazawa, a pedido de Chizuru, Kazuya aluga Sumi mas demonstra-se insegura e tímida, mas consegue superar graças a Kazuya. Além disso, Mami se arrependeu de ter terminado com Kazuya, e agora tenta reconquistá-lo.[carece de fontes?]

## Personagens

### Principais
- Erro Lua em Módulo:Unicode_data na linha 297: attempt to index local 'data_module' (a boolean value).

Voz de: Jun Fukushima (comercial 2017), Haruki Ishiya (comercial 2018), Shun Horie (anime)
Dublado por: Charles Emmanuel (Brasil);
Um estudante universitário de 20 anos que mora em Tóquio. Após um doloroso rompimento com sua namorada Mami Nanami, ele decide alugar uma namorada.Cap. 1  Ele logo se encontra em situações em que tem que continuar alugando Chizuru para manter as aparências com sua família e amigos. Kinoshita então desenvolve sentimentos românticos por ela.Cap. 16 Kazuya tem uma personalidade indecisa e às vezes sente que vai perder para seus motivos ocultos. Por outro lado, ele também tem uma bondade que cuida das pessoas ao seu redor.
- Erro Lua em Módulo:Unicode_data na linha 297: attempt to index local 'data_module' (a boolean value).

Voz de: Sora Amamiya (comercial 2017, anime), Aoi Yūki (comercial 2018)
Dublado por: Amanda Manso (Brasil);
Uma estudante universitária que trabalha como namorada alugel para a empresa Diamond. Ela tem orgulho de suas avaliações excepcionais no serviço, mas fica irritada e áspera quando Kazuya a envergonha e dá uma nota ruim.Cap. 1~3 Na faculdade, ela usa o nome de família da avó, Chizuru Ichinose, e tem uma aparência nerd com grandes óculos de armação escura e rabo de cavalo trançado.Cap. 2 Logo é mostrado que Chizuru e Kazuya são vizinhos em seu condomínio.Cap. 3 Ela continua a permitir que Kazuya alugue seus serviços para ajudar sua avó e para ajudá-lo a se desenvolver como pessoa. Mais tarde, é revelado que sua razão para ingressar no negócio aluguel é para desenvolver a experiência para se tornar uma atriz.Cap. 31 Sua vó falece e Chizuru entra num estado depressivo, embora esta não apresente, apenas Kazuya poderá tirá-la deste estado.Cap. 149, 150

### Suporte
- Erro Lua em Módulo:Unicode_data na linha 297: attempt to index local 'data_module' (a boolean value).

Voz de: Aoi Yūki (comercial 2018, anime)
Dublado por: Isabella Simi (Brasil);
Ex-namorada de Kazuya. Ela tem cabelo loiro curto.Cap. 1 Mami parece ser amigável por fora, mas nutre sentimentos de ciúme e possessividade que às vezes assustam seus amigos.Cap. 4, 7 Ela foi a primeira namorada de Kazuya. Mami está chocada e desconfiada de que Kazuya encontrou outra namorada logo depois de largá-lo, dentro de um mês.Cap. 4~6 Ela depois começa a ter ciúmes de Kazuya toda vez quando anda com uma menina, levando-a a ter se arrependido por ter terminado com Kazuya. Mais tarde Mami descobre que Chizuru é uma namorada de aluguel de Kazuya ao descobrir sobre a Sumi Sakurasawa e da empresa de namoradas de aluguel, que chegou a confrontar a Chizuru.Cap. 44, 45 No passeio no Hawai, propositadamente ela revela que Mizuhara é na verdade uma namorada alugada do Kazuya revelando para a família dele, mas Mizuhara dá uma virada atuando como namorada verdadeira do Kazuya como forma de tentar convencê-los se portando como uma verdadeira namorada do Kazuya, embora ainda fosse um fingimento. Contudo Mami não tem certeza se ainda ama ou odeia o Kazuya.
- Erro Lua em Módulo:Unicode_data na linha 297: attempt to index local 'data_module' (a boolean value).

Voz de: Nao Tōyama
Dublado por: Jullie (Brasil);
Uma garota que é apresentada como namorada do amigo de Kazuya, que na verdade também estava trabalhando como namorada alugada para outra empresa. Ruka sempre usa uma faixa de fita na cabeça com o laço para cima como se fosse orelhas de coelho. Ruka sente vontade de namorar Kazuya depois de ver como ele trata Chizuru.Cap. 20~25 Ela possui um problema de baixa frequência cardíaca, e Kazuya é a primeira pessoa que a eleva até 90 batimentos.Cap. 28 Ela trabalha no serviço junto com Kazuya no intuito de querer ganhá-lo de Chizuru.Cap. 37
- Erro Lua em Módulo:Unicode_data na linha 297: attempt to index local 'data_module' (a boolean value).

Voz de: Rie Takahashi
Dublado por: Paula Troyack (Brasil);
Uma garota que também trabalha como namorada alugada da empresa Chizuru. Ela está no primeiro ano de faculdade e é uma novata na indústria. Ela tem cabelo rosa com uma trança estilizada de um lado. Ela tem uma personalidade tímida e, por insistência de Chizuru, sai com Kazuya para melhorar suas habilidades como namorada alugada, desenvolvendo mais tarde sentimentos por Kazuya.Cap. 41~44
- Erro Lua em Módulo:Unicode_data na linha 297: attempt to index local 'data_module' (a boolean value).

Mini é caloura na Universidade de Narima, personagem do mangá, ou da futura terceira temporada. Uma garota com dentes afiados; similar a outros personagens que possuem dentes como os de um tubarão, e fala com a terminação "su". Ela é vizinha de Kazuya, mora no quarto 202 em Royal Hills Nerima, mudou-se cerca de duas semanas antes do financiamento colaborativo de Kazuya para o filme de Mizuhara. Ela é uma garota moderna que está familiarizada com a cultura online. Ela é uma amante de sua personagem waifu 2D, Meika Shinikaze. Ela também se dedica ao cosplay com o nome de Korone Maru, para publicar e fazer vídeos ao vivo (stream) ela usa as redes sociais de TwitCasting, Nico Nama, YouTube e Snowroom. Ele conheceu Kazuya e Chizuru depois de ouvir que eles conversavam na varanda todas as noites. Depois de descobrir que Mizuhara era uma namorada de aluguel, ela começa a apoiar Kazuya para mostrar seus verdadeiros sentimentos a Mizuhara, também passa a chamá-lo de "mestre" quando fica sabendo sobre seu harém de garotas, Sumi, Ruka e Mami. Ela tem experiência em financiamento colaborativo e é assessora do financiamento fundado por Kazuya.
- Erro Lua em Módulo:Unicode_data na linha 297: attempt to index local 'data_module' (a boolean value).

Interpretada por: Yukari Nozawa
Ela é avó materna de Kazuya. Depois de Kazuya ir ao hospital com Chizuru, ela vê os dois juntos e ele apresenta Chizuru como sua namorada.Cap. 1 Ela também é amiga da avó de Chizuru e também faz de tudo para Kazuya e Chizuru ficarem juntos.Cap. 2
- Erro Lua em Módulo:Unicode_data na linha 297: attempt to index local 'data_module' (a boolean value).

Interpretada por: Sayuri Sadaoka
Ela é a avó de Chizuru. Ela está internada no Terceiro Hospital de Itabashi. Ela foi uma grande atriz que já teve um papel importante. Chizuru é a única família que sobrou para ela depois que o pai de Chizuru saiu de casa quando ela era criança e sua mãe e avô morreram num acidente de trânsito. Às vezes, ele faz piadas que sugerem que está prestes a morrer. Sabendo que Chizuru está namorando Kazuya, ela conhece sua avó, Nagomi. Mais tarde, ela teve alta do hospital e foi para uma pousada de águas termais com Nagomi e sua família. Logo depois, ela foi hospitalizada novamente para um novo exame. Na festa de aniversário conjunta de Chizuru e Kazuya, sua condição piorou e seu médico declarou que ela não tinha expectativa de vida. Ele morre no hospital assistindo ao filme que Kazuya produziu e no qual Chizuru atuou a fazendo entrar num estado depressivo. Ela conta a Chizuru sobre verdades e mentiras a ela e se declara dizendo que a ama antes de morrer.
- Erro Lua em Módulo:Unicode_data na linha 297: attempt to index local 'data_module' (a boolean value).

Interpretado por: Masayuki Akasaka
Amigo de infância e colega de faculdade de Kazuya.Cap. 1, 4 Ele costuma dar conselhos ao seu amigo de como abordar as meninas,Cap. 4, 7, 10, 12, 16 mas chegou a criar caso quando Kinoshita e Chizuru tentam terminar seu falso namoro.
- Erro Lua em Módulo:Unicode_data na linha 297: attempt to index local 'data_module' (a boolean value).

Interpretado por: Gakuto Kajiwara
Ele é amigo de faculdade de Kazuya.Cap. 1 Ele propôs um encontro duplo com Kazuya Kinoshita, Chizuru Mizuhara, e Ruka Sarashina, ao se encontrarem, Kazuya já havia conhecido Ruka.Cap. 20 Sarashina ao saber sobre Kazuya e Chizuru, descobre que estes estão encenando um namoro e que Chizuru é de uma empresa de namorada de aluguel, ela depois descobre que seus batimentos podem subir a 90 bpm que a levou a terminar seu serviço de namoro de aluguel com Kuri, como se tivesse levando um fora.Cap. 25 Para fazer o Shun recuperar sua confiança, Kazuya contrata os serviços de Mizuhara para trazer de volta àquele velho amigo que ele conhecia.Cap. 37~39 Depois do encontro com Chizuru, Kazuya explica a Kuri sobre a relação dele e Chizuru e depois puderam se despedir em bons termos. Shun depois pergunta a Mizuhara se alguma vez já se apaixonou pelo seu próprio cliente.Cap. 39

## Mídia

### Mangá

Capa do primeiro volume americano do mangá, com participação de Chizuru Mizuhara

Rent-A-Girlfriend é uma série de mangá japonesa escrita e ilustrada por Reiji Miyajima a série começou a serialização na revista Weekly Shōnen Magazine da editora Kodansha em 12 de julho de 2017. Os capítulos da série foram compilados e publicados em volumes de formato tankōbon partir de 17 de outubro de 2017.
Em uma transmissão ao vivo, no dia 17 de março de 2021, a editora Panini anunciou a publicação do mangá em para o Brasil, sendo disponibilizado a serialização mensal do mangá em 21 de junho de 2021.

#### Lista de volumes
| N.º | Japonês                 | Japonês           | Português               | Português         |
| N.º | Data de lançamento      | ISBN              | Data de lançamento      | ISBN              |
| --- | ----------------------- | ----------------- | ----------------------- | ----------------- |
| 1   | 17 de outubro de 2017   | 978-4-06-510221-3 | 18 de junho de 2021     | 978-65-598-2230-0 |
| 2   | 15 de dezembro de 2017  | 978-4-06-510580-1 | 27 de julho de 2021     | 978-65-598-2273-7 |
| 3   | 16 de fevereiro de 2017 | 978-4-06-510970-0 | 28 de agosto de 2021    | 978-65-598-2129-7 |
| 4   | 17 de abril de 2018     | 978-4-06-511207-6 | 28 de setembro de 2021  | 978-65-598-2020-7 |
| 5   | 15 de junho de 2018     | 978-4-06-511621-0 | 22 de outubro de 2021   | 978-655-96-0934-5 |
| 6   | 14 de setembro de 2018  | 978-4-06-511621-0 | 24 de novembro de 2021  | 978-655-96-0805-8 |
| 7   | 16 de novembro de 2018  | 978-4-06-512994-4 | 10 de dezembro de 2021  | 978-65-596-0701-3 |
| 8   | 17 de janeiro de 2019   | 978-4-06-513937-0 | 3 de fevereiro de 2022  | 978-65-596-0607-8 |
| 9   | 15 de março de 2019     | 978-4-06-513937-0 | 18 de fevereiro de 2022 | 978-65-596-0537-8 |
| 10  | 17 de maio de 2019      | 978-4-06-515139-6 | 26 de março de 2022     | 978-65-596-0470-8 |
| 11  | 16 de agosto de 2019    | 978-4-06-515727-5 | 5 de maio de 2022       | 978-65-596-0314-5 |
| 12  | 17 de outubro de 2019   | 978-4-06-517162-2 | 7 de junho de 2022      | 978-65-596-0357-2 |
| 13  | 17 de dezembro de 2019  | 978-4-06-517546-0 | 19 de julho de 2022     | 978-65-259-0383-5 |
| 14  | 17 de março de 2020     | 978-4-06-518556-8 | 8 de agosto de 2022     | 978-65-259-0235-7 |
| 15  | 17 de junho de 2020     | 978-4-06-519178-1 | 1 de setembro de 2022   | 978-65-259-0124-4 |
| 16  | 17 de agosto de 2020    | 978-4-06-520332-3 | 11 de outubro de 2022   | 978-65-5982-839-5 |
| 17  | 17 de setembro de 2020  | 978-4-06-520600-3 | 1 de novembro de 2022   | 978-65-5982-769-5 |
| 18  | 17 de novembro de 2020  | 978-4-06-521253-0 | 15 de dezembro de 2022  | 978-65-5982-563-9 |
| 19  | 17 de fevereiro de 2021 | 978-4-06-521641-5 | 15 de dezembro de 2022  | 978-65-5982-564-6 |
| 20  | 16 de abril de 2021     | 978-4-06-522978-1 | 6 de janeiro de 2023    | 978-65-5982-471-7 |
| 21  | 17 de junho de 2021     | 978-4-06-523582-9 | 26 de janeiro de 2023   | 978-65-259-1447-3 |
| 22  | 17 de agosto de 2021    | 978-4-06-524487-6 | 15 de março de 2023     | 978-65-259-1314-8 |
| 23  | 15 de outubro de 2021   | 978-4-06-525140-9 | 11 de abril de 2023     | 978-65-259-1169-4 |
| 24  | 17 de dezembro de 2021  | 978-4-06-526285-6 | 11 de maio de 2023      | 978-65-259-1075-8 |
| 25  | 17 de fevereiro de 2022 | 978-4-06-526894-0 | 2 de junho de 2023      | 978-65-259-0999-8 |
| 26  | 17 de maio de 2022      | 978-4-06-527923-6 | 13 de julho de 2023     | 978-65-259-0929-5 |
| 27  | 15 de julho de 2022     | 978-4-06-528497-1 | 24 de agosto de 2023    | 978-65-259-0760-4 |
| 28  | 16 de setembro de 2022  | 978-4-06-529128-3 | 17 de outubro de 2023   | 978-65-259-0640-9 |
| 29  | 16 de dezembro de 2022  | 978-4-06-529936-4 | 22 de novembro de 2023  | 978-65-259-0482-5 |
| 30  | 17 de fevereiro de 2023 | 978-4-06-530643-7 | 16 de dezembro de 2023  | 978-65-259-2379-6 |
| 31  | 17 de maio de 2023      | 978-4-06-531573-6 | 13 de janeiro de 2024   | 978-65-259-2273-7 |
| 32  | 14 de julho de 2023     | 978-4-06-532184-3 | 24 de fevereiro de 2024 | 978-65-259-2160-0 |
| 33  | 14 de setembro de 2023  | 978-4-06-532893-4 | 14 de maio de 2024      | 978-65-259-1939-3 |
| 34  | 16 de novembro de 2023  | 978-4-06-533553-6 | 16 de julho de 2024     | 978-65-259-1607-1 |
| 35  | 16 de fevereiro de 2024 | 978-4-06-534568-9 | 12 de setembro de 2024  | 978-65-259-3430-3 |
| 36  | 17 de abril de 2024     | 978-4-06-535136-9 | 13 novembro de 2024     | 978-65-259-2952-1 |
| 37  | 17 de julho de 2024     | 978-4-06-536161-0 | 27 de fevereiro de 2025 | 978-65-259-2624-7 |
| 38  | 17 de outubro de 2024   | 978-4-06-537133-6 | 23 de abril de 2025     | 978-65-259-3510-2 |
| 39  | 17 de janeiro de 2025   | 978-4-06-538062-8 | agosto de 2025          | 978-65-259-3799-1 |
| 40  | 16 de abril de 2025     | 978-4-06-539099-3 | ー                      | —                 |
| 41  | 16 de julho de 2025     | 978-4-06-540007-4 | ー                      | —                 |
| 42  | 17 de setembro de 2025  | 978-4-06-540007-4 | ー                      | —                 |

Publicado no aplicativo Magazine Pocket em 21 de junho de 2020, a serie recebeu um spin-off, intitulada Erro Lua em Módulo:Unicode_data na linha 297: attempt to index local 'data_module' (a boolean value)., também escrita e ilustrada por Miyajima, a história se concentra na personagem Sumi Sakurasawa.

### Anime

Logotipo japonês da série

Uma adaptação para anime, feita pelo estúdio TMS Entertainment foi anunciada em 15 de dezembro de 2019. A série está sendo dirigida por Kazuomi Koga, Mitsutaka Hirota no roteiro da animação, Kanna Hirayama como designer de personagens e Hyadain como compositor musical, a animação estreou em 11 de julho no bloco Super Animeism no canal MBS e teve para esta temporada 12 episódios, encerrando no dia 25 de setembro de 2020. Com o fim do episódio, 24, um vídeo promocional, no canal do youtube da DMM pictures, foi confirmado a produção da segunda temporada do anime.
No Brasil, e em Portugal o anime está disponível, legendado, na Crunchyroll. Em 22 de julho de 2022 a animação ganhou sua dublagem em português brasileiro das duas temporadas, começando primeiro pela segunda parte da série.

#### Músicas
Os temas de abertura e encerramentos da primeira temporada são, respectivamente.
- the peggies – Erro Lua em Módulo:Unicode_data na linha 297: attempt to index local 'data_module' (a boolean value). 1 ~ 12
- halca – "Kokuhaku Bungy Jump" (['告白バンジージャンプ] Erro: {{japonês}}: o texto tem marcação malformada (ajuda)) 1 ~ 6, 8 ~ 12
- halca – "FIRST DROP" 7

Os temas de abertura e encerramentos da segunda temporada são, respectivamente.
- CHiCO with HoneyWorks - Erro Lua em Módulo:Unicode_data na linha 297: attempt to index local 'data_module' (a boolean value).
- MIMiNARI - Erro Lua em Módulo:Unicode_data na linha 297: attempt to index local 'data_module' (a boolean value).

#### Lista de episódios
| #  | Título[a] | Exibição original      |
| -- | --- | ---------------------- |
| 1  | "Rent-a-Girlfriend" Erro Lua em Módulo:Unicode_data na linha 297: attempt to index local 'data_module' (a boolean value)."              | 10 de julho de 2020    |
| 2  | " Ex-namorada e Namorada" Erro Lua em Módulo:Unicode_data na linha 297: attempt to index local 'data_module' (a boolean value)."        | 17 de julho de 2020    |
| 3  | "Praia e Namorada" Erro Lua em Módulo:Unicode_data na linha 297: attempt to index local 'data_module' (a boolean value)."               | 24 de julho de 2020    |
| 4  | "Amiga e Namorada" Erro Lua em Módulo:Unicode_data na linha 297: attempt to index local 'data_module' (a boolean value)."               | 31 de julho de 2020    |
| 5  | "Fontes Termais e Namorada" Erro Lua em Módulo:Unicode_data na linha 297: attempt to index local 'data_module' (a boolean value)."      | 7 de agosto de 2020    |
| 6  | "Namorada e Namorada" Erro Lua em Módulo:Unicode_data na linha 297: attempt to index local 'data_module' (a boolean value)."            | 14 de agosto de 2020   |
| 7  | "Namorada Temporária e Namorada" Erro Lua em Módulo:Unicode_data na linha 297: attempt to index local 'data_module' (a boolean value)." | 21 de agosto de 2020   |
| 8  | "Natal e Namorada" Erro Lua em Módulo:Unicode_data na linha 297: attempt to index local 'data_module' (a boolean value)."               | 28 de agosto de 2020   |
| 9  | "Mentiras e Namorada" Erro Lua em Módulo:Unicode_data na linha 297: attempt to index local 'data_module' (a boolean value)."            | 4 de setembro de 2020  |
| 10 | "O Amigo tem Namorada" Erro Lua em Módulo:Unicode_data na linha 297: attempt to index local 'data_module' (a boolean value)."           | 11 de setembro de 2020 |
| 11 | "Verdade e Namorada" Erro Lua em Módulo:Unicode_data na linha 297: attempt to index local 'data_module' (a boolean value)."             | 18 de setembro de 2020 |
| 12 | "Declaração e Namorada" Erro Lua em Módulo:Unicode_data na linha 297: attempt to index local 'data_module' (a boolean value)."          | 25 de setembro de 2020 |

## Recepção
Em agosto de 2020, as vendas do mangá ultrapassaram os 5 milhões de cópias.
Na China, a série está entre os mangás mais populares da plataforma bilibili desde de sua publicação no país, mantendo-se regularmente em primeiro lugar, e ultrapassando 700 mil cópias digitais vendidas, fazendo que a história principal e Kanojo, Hitomishirimasu recebesse seu lançamento simultâneo dos capítulos .

### Mangá
- «Kanojo, Okarishimasu» (em japonês). na editora kodansha JP
- «彼女、お借りします【公式】- @okarishimasu» (em japonês). twitter oficial (mangá)
- «Namorada De Aluguel». na editora Panini
- Kanojo, Okarishimasu (mangá) na enciclopédia do Anime News Network (em inglês)

### Anime
- Página oficial do Anime
- «「彼女、お借りします」TVアニメ公式 - @kanokari_anime» (em japonês). twitter oficial (anime)
- Kanojo, Okarishimasu (anime) na enciclopédia do Anime News Network (em inglês)
- Rent-A-Girlfriend (TV 2) (anime) na enciclopédia do Anime News Network (em inglês)

Streaming;
- «Rent-a-Girlfriend». na Crunchyroll
- «I'd like to Borrow a Girlfriend». na Netflix